# HD163583
HD163583 — хімічно пекулярна зоря спектрального класу
A3 й має видиму зоряну величину в смузі V приблизно 10,3.

## Пекулярний хімічний склад
Зоряна атмосфера HD163583 має підвищений вміст 
Cr
.